# Frances Manwaring Caulkins

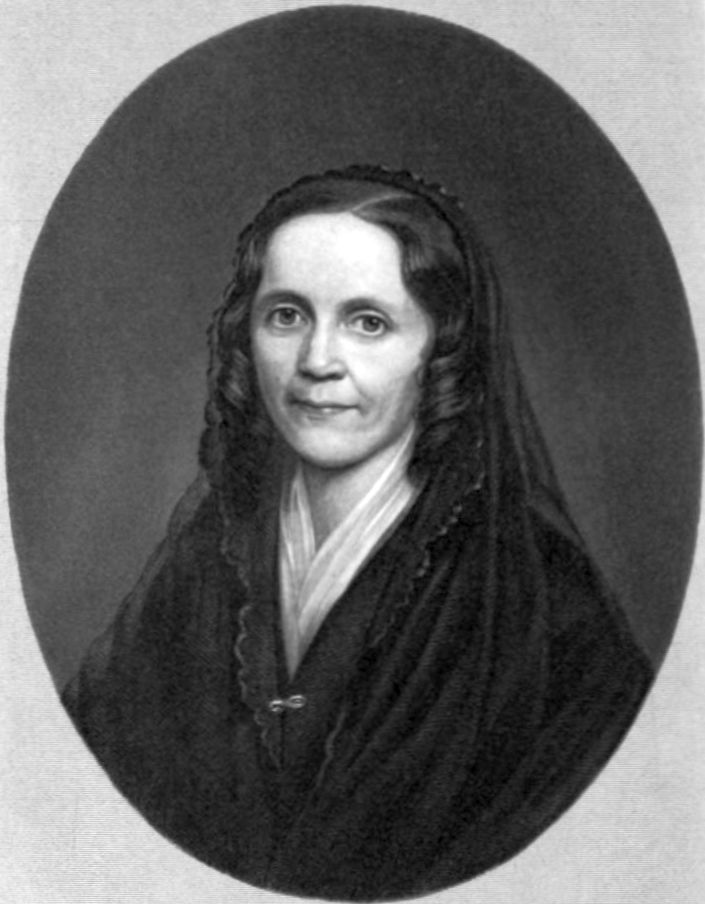
Frances Manwaring Caulkins, 1895

Frances Manwaring Caulkins (* 26. April 1795 in New London, Connecticut; † 3. Februar 1869 ebenda) war eine US-amerikanische Schulleiterin, Historikerin und Genealogin des 19. Jahrhunderts und Autorin der Geschichte von New London und Norwich in Connecticut. In ihren Geschichten über New London und Norwich fasste sie die wichtigsten Merkmale und Details aus dem Leben der ersten Bewohner zusammen. 1849 war Caulkins die erste Frau, die zum Mitglied der ältesten historischen Gesellschaft der Vereinigten Staaten, der Massachusetts Historical Society, gewählt wurde.

## Leben
Frances (genannt "Fanny") Manwaring Caulkins wurde als zweite Tochter von Joshua Caulkins und seiner Frau Fanny (geborene Manwaring) geboren. Ihre Abstammung väterlicherseits lässt sich bis zu den frühen Siedlern in der Umgebung von Plymouth im Herbst 1640 zurückverfolgen. Mütterlicherseits war ihre Abstammung in der frühen englischen Geschichte bekannt: Sir Ranulphus de Manwaring war 1189–99 Richter von Chester; ein anderer, Sir William, wurde am 9. Oktober 1644 in den Straßen von Chester bei der Verteidigung Karls I. getötet. Der Vater starb Anfang 1795 in Port-au-Prince an Gelbfieber, als er sich auf einer Handelsreise auf der Insel Saint-Domingue befand. Frances Manwaring Caulkins wurde im darauf folgenden April als Halbwaise geboren. ISie hatte eine ältere Schwester, Pamela (1793–1883).S. 396–9
Sie besuchte eine „Schule für junge Damen“ in Norwich und las sehr viel, bevorzugt auch historische Literatur. Bezüglich ihrer später entwickelten Fähigkeiten als Wissenschaftlerin war sie weitgehend Autodidaktin.S. 410
1807 heiratete die Mutter erneut, Philemon Haven († 1819).S. 396–9 Aus dieser Verbindung ging mindestens ein Halbbruder Caulkins hervor, Henry Philomen Haven.
In den Jahren 1811 und 1812 unterrichteten Nancy Maria Hyde und Lydia Sigourney eine Schule für junge Damen in Norwich, und Caulkins trat im September 1811 in ihre Schule ein. Auch nach ihrem Ausscheiden aus der Schule blieben Caulkins und Sigourney freundschaftlich verbunden und korrespondierten häufig miteinander. Caulkins zeigte eine bemerkenswerte Begabung für das Erlernen von Sprachen; sie erwarb gründliche Lateinkenntnisse, so dass sie in der Lage war, sowohl diese Sprache als auch die französische Sprache mit Leichtigkeit zu lesen und zu unterrichten.S. 402
Einen beträchtlichen Teil ihrer Zeit, von 1812 bis 1819, während ihre Mutter in Norwich wohnte, verbrachte sie bei der Familie ihres Onkels Christopher Manwaring in New London. Er war ein großer Bewunderer von Alexander Pope, Samuel Johnson und den alten englischen Autoren. Er besaß eine gute Bibliothek und war sehr angetan von der Gesellschaft seiner Nichte und stolz auf ihre Talente. Er war ein Freund von James Madison und ein früher Bewunderer von Andrew Jackson. Caulkins hatte ein ungewöhnliches Talent für Verse und Prosa bewiesen, aber sie wurde von der Familie nicht ermutigt, Werke auch zu veröffentlichen. Unter ihren Manuskripten befinden sich viele flüchtige Gedichte ohne Datum, die sie aber offensichtlich in jungen Jahren geschrieben hat. Das erste, offenbar das älteste Buch, trägt den Titel Indian Harp. Das vierte Stück in diesem Buch ist ein langes Gedicht über Thanksgiving und das einzige, das mit 1814 datiert ist. Ein früheres Stück befindet sich auf einem losen Blatt, datiert auf den 26. Oktober 1813, und trägt den Titel The Geranium’s Complaint. Die erste Werk, das gedruckt wurde, erschien am 17. April 1816 in der Connecticut Gazette.S. 403
Nach dem Tod ihres Stiefvaters im Jahr 1819 war Caulkins, die zuvor gelegentlich als Lehrerin an kleinen Schulen tätig gewesen war, entschlossen, sich selbst zu versorgen und notfalls ihre Mutter zu unterstützen. Am 4. Januar 1820 eröffnete sie in Norwich eine ausgewählte Schule für junge Damen. In dem Maße, in dem sich ihr pädagogisches Talent entwickelte, wuchs auch die Zahl ihrer Schüler, und die Schule erwarb sich für die neun Jahre ihres Bestehens einen ausgezeichneten Ruf.S. 402
1829 nahm sie eine Einladung der Treuhänder der Frauenakademie in New-London an, um die Leitung dieser Einrichtung zu übernehmen. 1832 wurde sie wieder nach Norwich eingeladen und leitete die dortige Akademie mit einer großen Zahl von Schülerinnen bis zum Ende des Jahres 1834, als sie die Pflichten einer Lehrerin endgültig aufgab. Während dieser fünfzehn Jahre unterrichtete sie fast 400 junge Damen. Zu ihren Schülerinnen gehörten die Ehefrauen der Senatoren Jabez W. Huntington und William Alfred Buckingham sowie drei Töchter von Charles Lathrop, die später als Missionare nach Indien gingen. Sehr viele ihrer Schülerinnen wurden selbst Lehrerinnen. Das Jahr nach Beendigung ihrer Schulzeit verbrachte sie mit Besuchen bei Freunden und in der Freizeit. Im Jahr 1825 verbrachte sie einige Zeit in der Familie von Pfarrer Levi Nelson in Lisbon, Connecticut, um ihre Lateinkenntnisse zu vertiefen und nahm Unterricht in der französischen Sprache bei M. Roux. Während sie ab dem Frühjahr 1836 in New York City lebte, setzte sie das Studium der deutschen Sprache fort und erwarb unter der Anleitung von Maroncelli eine solche Kenntnis der italienischen Sprache, dass sie Dante und Tasso im Original lesen konnte. Im Mai 1842 zog sie nach New London, wo sie bis zu ihrem Tod blieb.S. 402 f.
Ihre Beiträge zu den Lokalzeitungen von New London waren zahlreich, und zu jedem auffälligen Ereignis in der Geschichte des Ortes oder zum Ableben einer betagten oder angesehenen Person wurde ein interessanter Artikel geschrieben, in dem vergangene Ereignisse mit der Vorgeschichte verwoben wurden. 1845 wurde etwas aus der Masse an historischen und genealogischen Informationen, die sie angesammelt hatte, in Form einer Geschichte der Stadt Norwich erstmals der Öffentlichkeit zugänglich gemacht. Es war ein Buch von 360 Seiten, mit einigen lokalen Illustrationen, und wurde von der Öffentlichkeit gut aufgenommen und geschätzt. Im Jahr 1852 veröffentlichte sie ein größeres Werk, The History of New-London, mit 672 Seiten. Dieses Werk war sehr sorgfältig und gründlich ausgearbeitet. Als sich ihr Material seit der Veröffentlichung der ersten Geschichte von Norwich stark vergrößert hatte und die Ausgabe vergriffen war, schrieb sie das gesamte Werk noch einmal neu, und ein neuer Band mit 700 Seiten wurde 1866 der Öffentlichkeit zugänglich gemacht.S. 403 f. Die Werke sind bezüglich der Quellenlage nach wie vor maßgebend. In der Geschichte erörtert Caulkin auch die indianischen Stämme, ihre unterschiedlichen Beziehungen zu den englischen Kolonisten und ihre internen Streitigkeiten. Nach Caulkins Interpretation sind die Vorteile der Siedler gegenüber den Indianern ein Beweis für Gottes Vorsehung und seinen Wunsch, die Indianer zu christianisieren.
Edward Everett, Robert Charles Winthrop, George Bancroft und andere korrespondierten häufig mit Caulkins und schätzten ihre Genauigkeit. Andere Historienschreiber zur Geschichte der Kolonien wie Sylvester Judd aus Northampton und James Savage aus Boston schätzten ihr historisches Wissen und bedienten sich häufig ihrer Informationsquellen über die frühen Kolonisten Neuenglands. Mehrere historische Gesellschaften wählten sie zur Ehren- und Korrespondenzmitgliedschaft und schätzten ihre historischen Forschungen und ihr gesammeltes antiquarisches Wissen. Zum Zeitpunkt ihres Todes war sie die einzige Frau, der die Massachusetts Historical Society die Ehrenmitgliedschaft verliehen hatte.
Caulkins schloss sich verschiedenen kongregationalistischen Kirchen an ihren Wohnorten an, zunächst der First Church in New London, Second Congregational Church in Norwich, der Presbyterian Church in New York City und wieder Second Congregational Church in New London. Sie engagierte sich in der Sonntagsschularbeit. Mehr als zwanzig Jahre lang diente sie als Sekretärin der Ladies’ Seamen’s Friend Society in New London.S. 406
Caulkins starb 1869 und wurde auf dem Cedar Grove Cemetery in New London beigesetzt.
In ihren nachgelassenen Manuskripten, die in den Besitz ihrer Verwandten übergingen, finden sich zahlreiche historische Informationen und genealogische Notizen sowie Hunderte von Seiten moralischer und religiöser Prosa. Eine große Sammlung von Autographen – viele davon nicht nur Namen, sondern auch Briefe von bedeutenden Männern und Frauen – zeugt von ihrem Interesse an diesem Bereich der Geschichte. Die Sammlung enthielt auch Münzen, viele kuriose und seltene Broschüren und Predigten sowie besondere Ausgaben von Firmen-, Staats- und Regierungspapieren, die Bruchteile eines Dollars darstellten und in den frühen Jahren des amerikanischen Bürgerkriegs verbreitet waren.S. 407

## Werke (Auswahl)
- Extracts from diary of Joshua Hempstead and other papers, copied or written by Frances M. Caulkins. Undatiert.
- Frances Caulkins Indian research. Undatiert.
- Signatures of early inhabitants of New London, 1650–1821, collected by Frances M. Caulkins, 19th century. Undatiert.
- Connecticut, from its settlement in 1660, to January 1845. 1845. (archive.org)
- The child’s hymn book. 1846 oder 1847. (archive.org)
- The Atlantic’s bell: the following inscription is now engraved on the bell of the late steam boat Atlantic. 1847.
- The Tract primer. 1847 (archive.org)
- Memoir of the Rev. William Adams, of Dedham, Mass., and of the Rev. Eliphalet Adams, of New London, Conn. 1849.
- Colporteur songs: written for the «American messenger». 1850. (archive.org)
- Le premier livre pour les enfants., 1852.
- Bride Brook. A legend of New London Connecticut. [In verse.]. 1852.
- The Bible primer. Part second. Primer of the historical books.  1854.
- Youth’s Bible studies., 1854. (archive.org)
- Eve and her daughters of Holy Writ or Women of the Bible., 1861. (archive.org)
- The Bible primer. : Part first. Primer of the Pentateuch., 1861.
- History of Norwich, Connecticut: from its possession by the Indians, to the year 1866. Entirely re-written. With portraits. 1866. (archive.org)
- The children of the Bible : as examples, and as warnings. 1860. (archive.org)
- History of Norwich, Conn. 1873.
- History of New London, Connecticut : from the first survey of the coast in 1612, to 1860. 1895. (archive.org)
- The stone records of Groton. 1903. (archive.org)